# Anillo de Keops
El anillo de Keops es una joya realizada por los orfebres en época del periodo tardío de Egipto, durante la Dinastía XXVI.

## Hallazgo e historia
El Anillo de Keops se estima que procede de la zona de Guiza, Egipto. La pieza tiene un sello con el nombre del faraón Keops, el segundo gobernante de la cuarta dinastía, perteneciente al Imperio Antiguo de Egipto que reinó ca. 2579 - 2556 a. C. (von Beckerath). Su dueño fue Neferibra, sacerdote de los cultos a Isis y Keops que vivió dos mil años después de la muerte del faraón.

## Conservación
La joya se exhibe de forma permanente en el Museo Brooklyn, sito en Nueva York (Estados Unidos), procedente de la colección del egiptólogo norteamericano, Charles Edwin Wilbour (17 de marzo de 1833 – 17 de diciembre de 1896).

## Características

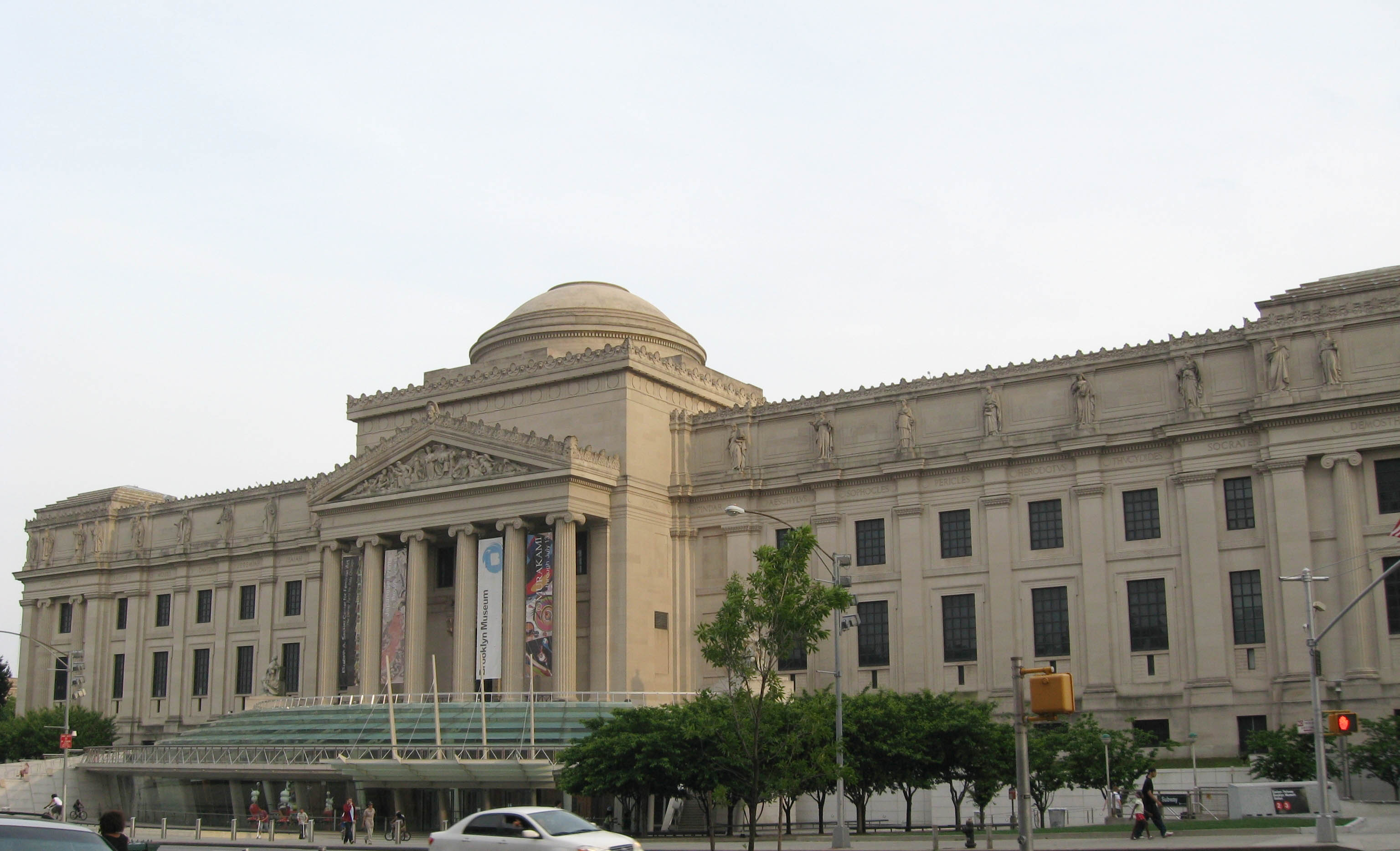
Instantánea del Museo Brooklyn de Nueva York.

- Estilo: Arte egipcio.
- Material: oro de 21 quilates.
- Dimensiones: 2,1 centímetros.
- Peso: 0,2 kilogramos.